# ドイツ十字章

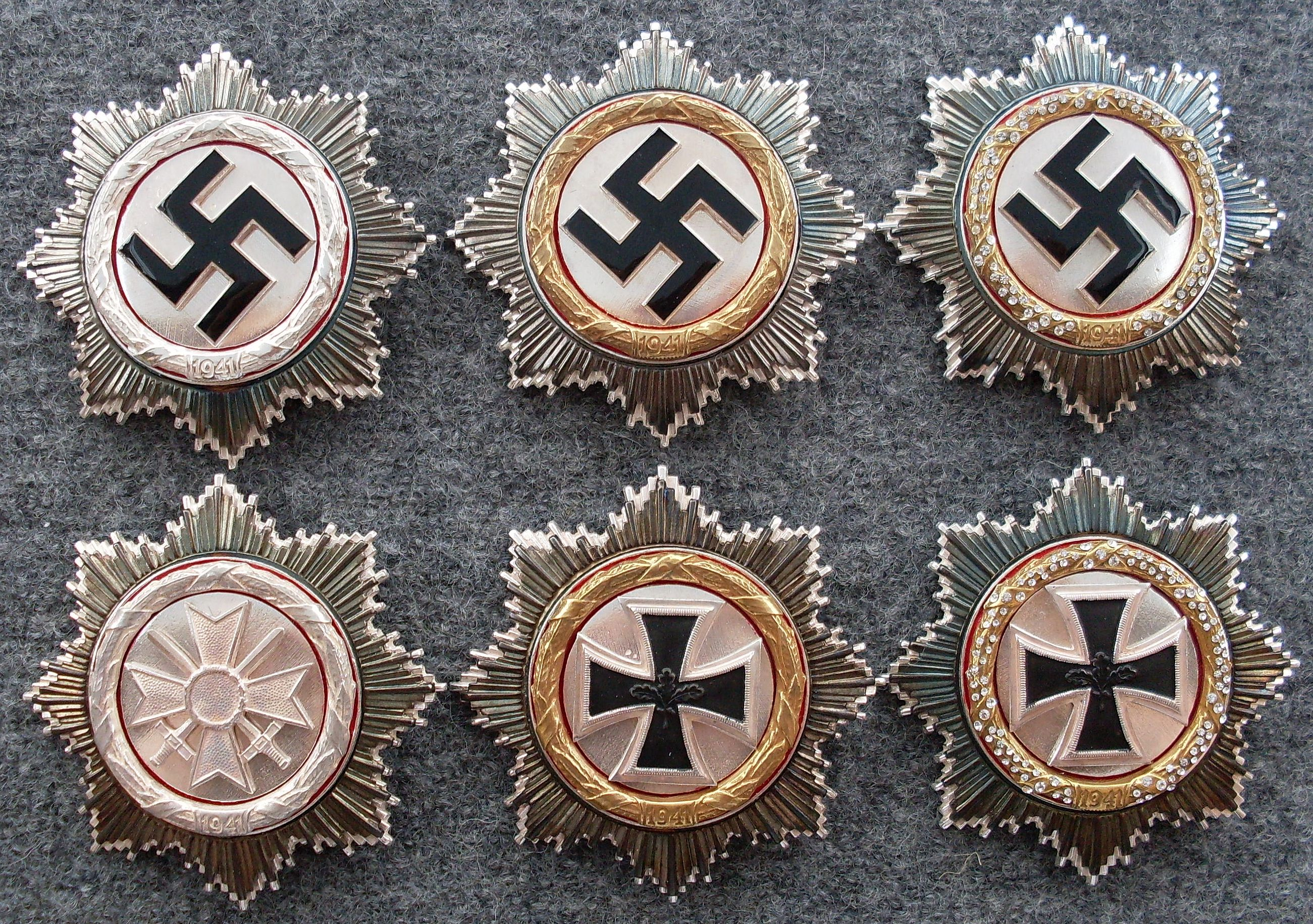
ドイツ十字章。右からダイヤモンド章、金章、銀章。上が戦中版で下がそれぞれの戦後版。

ドイツ十字章（Deutsches Kreuz）はナチス・ドイツで制定されていた勲章。戦功のあった軍人を授与の対象とした。

## 概要

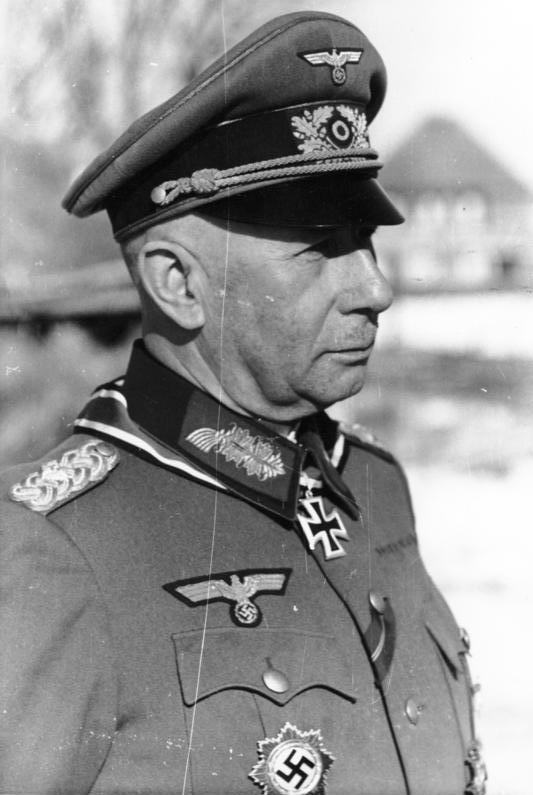
騎士鉄十字章を受章するヴァルター・ルフト陸軍中将。右胸にドイツ十字章を付けている。

1941年9月28日に制定された。戦功のあった軍人に授与されていた鉄十字章には上から大鉄十字章、騎士鉄十字章、一級鉄十字章、二級鉄十字章の等級あったが、一級鉄十字章と騎士鉄十字章の隔たりが大きすぎたため（第一級鉄十字章は約30万人に授与されたが、騎士鉄十字章は7500人弱しか授与されなかった）、その間を埋める勲章としてドイツ十字章金章が制定された。ドイツ十字章は鉄十字章の一等級ではなく別の勲章であるが、一級鉄十字章を受章していることが授与の条件となっており、一級鉄十字章受章者が更なる戦功を挙げたが騎士鉄十字章を受章する程の功績ではない場合に授与するとされており、実質的には騎士鉄十字章と第一級鉄十字章の間に位置する勲章であった。そして同様に、戦功十字章の騎士戦功鉄十字章と一級戦功十字章の間にドイツ十字章銀章が設けられた。
ドイツ十字章は、金章を受けるには第一級鉄十字章、銀章を受けるには第一級戦功十字章を既に受章している必要があった。金章と銀章のデザインや大きさは同じで、鉤十字周囲の円が金色か銀色かという点だけ異なる。1941年から敗戦までの間に約2万5000個のドイツ十字章が授与された。受章者は尉官が最も多かったが、佐官や下士官・兵の受章もあった。戦車や潜水艦の搭乗員など、戦闘部隊に所属する者が佩用するために、布地に刺繍を施した略章も存在した。ダイヤモンド章については、実際に制定・授与されることはなかった。
上位勲章の騎士鉄十字章と同様に予備勲記（Vorläufiges Besitzzeugnis、授与を告げる簡易な印刷文書）があり、一部の者はこの後に正式な勲記（Urkunde）も受けた（ドイツの厳しい戦況などから全員が受けられたわけではなかった）
特に金章はそのデザインから「目玉焼き Spiegelei」と呼ばれることがあった。中央に鉤十字があしらわれている為に戦後は佩用を禁止されたが、1957年に鉤十字の代わりに金賞は鉄十字、銀章は戦功十字章をあしらったものが用意され、受章者に配布された。

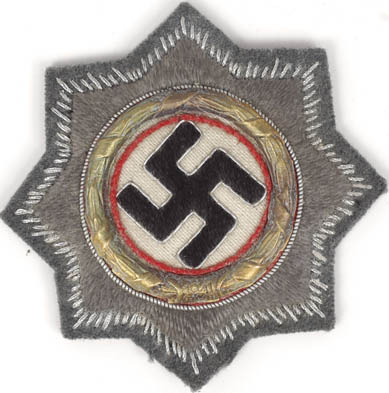
ドイツ十字章金章の戦闘服用布製略章。